# ネオンバイオレット
ネオンバイオレット（Neon violet）とは、エレクトリックバイオレットやエクストリームバイオレットに近い色で純色の一種。

## 近似色
- エレクトリックバイオレット
- エクストリームバイオレット